# Sinularia cruciata
Sinularia cruciata is een zachte koraalsoort uit de familie Alcyoniidae. De koraalsoort komt uit het geslacht Sinularia. Sinularia cruciata werd in 1970 voor het eerst wetenschappelijk beschreven door Tixier-Durivault. 